# Александър Хилфердинг
Александър Фьодорович Хилфердинг е известен руски лингвист, историк, фолклорист и панславист.
Някои негови трудове са посветени на българската история.
Вероятно под псевдоним или като спътник на М. Ф. Карлова участва в публикуването на „Турецкая провинция и ее сельская и городская жизнь. Путешествие по Македонии и Албания“.

## Трудове
- Гильфердинг А.Ф. О сродстве языка славянского с санскритским. Санкт Петербург, 1853.[неработеща препратка]
- История балтийских славян, Москва 1855, (второ издание – Санкт Петербург, 1874[неработеща препратка])
- Неизданное свидетельство современника о Владимире Святом и Болеславе Храбром. Москва 1856[неработеща препратка]
- Гильфердинг А., сост. Босния, Герцеговина и старая Сербия. Сборник, составленный А.Гильфердингом. Санкт Петербург, 1859 Архив на оригинала от 2016-03-05 в Wayback Machine.
- Борьба славян с немцами на Балтийском поморье в средние века, 1861
- Остатки славян на южном берегу Балтийского Моря, 1862
- Гильфердинг А.Ф. Собрание сочинений. Т.1. 1. История сербов и болгар. 2. Кирилл и Мефодий. 3. Обзор чешской истории. Санкт Петербург, 1868 Архив на оригинала от 2017-02-02 в Wayback Machine.
- Гильфердинг А.Ф. Собрание сочинений. Т.2. Статьи по современным вопросам славянским, Санкт Петербург 1868 Архив на оригинала от 2017-04-27 в Wayback Machine.
- Гильфердинг А.Ф. Онежские былины, записанные Александром Федоровичем Гильфердингом летом 1871 года. 1871[неработеща препратка]